# Lee Wilkof
Lee Wilkof (Canton (Ohio), 25 juni 1951) is een Amerikaans televisie- en theateracteur en filmregisseur.

## Biografie
Wilkof heeft gestudeerd aan de University of Cincinnati in Cincinnati op de afdeling conservatorium en haalde in 1973 zijn diploma. Hierna verhuisde hij naar New York om acteren te leren op HB Studios. Hij begon met acteren in lokale theaters en verhuisde toen naar Hollywood om zich te concentreren op acteren voor televisie en theater.
Wilkof begon in 1978 met acteren voor televisie in de film Disco Beaver from Outer Space. Hierna heeft hij nog meerdere rollen gespeeld in films en televisieseries zoals Hart to Hart (1979-1982), Chattahoochee (1989), This Boy's Life (1993), Ally McBeal (1998-2002), Before the Devil Knows You're Dead (2007) en Law & Order (1991-2010). 
Wilkof is in 1984 getrouwd en heeft hieruit een kind.

## Filmografie

### Films
Selectie:
- 2007 Before the Devil Knows You're Dead – als Jake
- 2004 Imaginary Heroes – als Mitchell Goldstein
- 2003 School of Rock – als mr. Green
- 1997 Addicted to Love – als Carl
- 1993 This Boy's Life – als hoofd Shippy
- 1992 Hero – als aanklager
- 1989 Kill Me Again – als Big Jim
- 1989 Chattahoochee – als Vernon

### Televisieseries
Uitgezonderd eenmalige gastrollen.
- 2014 Alpha House - als Shelly Watt - 4 afl.
- 2013 High Maintenance - als Saul - 2 afl.
- 2009 – 2010 Law & Order – als rechter Jack Margel – 2 afl.
- 1998 – 2002 Ally McBeal – als openbare aanklager Nixon – 7 afl.
- 2001 100 Centre Street – als Alexander Weiss – 3 afl.
- 1992 Civil Wars – als ?? – 3 afl.
- 1991 – 1992 Davis Rules – als Nolan Plummer – 2 afl.
- 1989 – 1990 Doogie Howser, M.D. – als dr. Goring – 2 afl.
- 1987 – 1988 Max Headroom – als Edwards – 13 afl.
- 1983 – 1985 Newhart – als Elliott Gabler – 2 afl.
- 1979 – 1982 Hart to Hart – als Stanley Friesen – 11 afl.
- 1979 Delta House – als Einswine – 13 afl.
- 1978 W.E.B. – als Harvey Pearlstein – 5 afl.

## Filmregisseur
- 2016 No Pay, Nudity - film

## Broadwaywerk
- 2016 Holiday Inn, The New Irving Berlin Musical - als Danny (musical)
- 2016 - 2020 Waitress - als Joe (understudy) (musical)
- 2013 Breakfast at Tiffany's - als OJ Berman (toneelstuk)
- 2005 - 2006 The Odd Couple - als Vinnie (toneelstuk)
- 2004 - 2005 Democracy - als Günther Nollau (toneelstuk)
- 2002 The Boys from Syracuse - als Dromio of Syracuse (musical)
- 1999 - 2001 Kiss Me, Kate - als Eerste Man (understudy) (musical)
- 1993 - 1994 She Loves Me - als Ladislav Sipos (musical)
- 1986 - 1987 The Front Page - als Schwartz (toneelstuk)
- 1986 - 1987 Sweet Charity - als Herman (musical)

### Theaterwerk
- 2012 The Iceman Cometh - als Hugo
- 2007 Face the Music – als Martin Van Meshbesher (concert)
- 2007 Wicked – als The Wizard
- 2005 The Odd Couple – als Vinnie
- 2004 Democracy – als Gunther Nollau
- 2002 The Boys from Syracuse – als Dromio of Syracuse
- 1999 Do Re Mi – als ?? (concert)
- 1999 Kiss Me, Kate – als Eerste Man – nominatie voor Tony Award
- 1993 She Loves Me – als Ladislav Sipos
- 1990 Assassins – als Samuel Byck – nominatie voor Drama Desk Award
- 1986 The Front Page – als Schwartz
- 1986 Sweet Charity – als Herman
- 1986 Angry Housewives – als Lewd
- 1982 Little Shop of Horrors – als Seymour

- International Standard Name Identifier: 0000 0000 5718 9888
- Library of Congress Control Number: no96026181
- MusicBrainz: a74131e1-69ef-43cc-b26b-e10dcfe9107f
- Virtual International Authority File: 79822970
- WorldCat: E39PBJd3TktcGmtgpk66HFWYyd